# Tractat de la Haia (1701)
El Tractat de la Haia de 1701 és un tractat signat el 7 de setembre de 1701 a la ciutat neerlandesa de la Haia entre el Regne d'Anglaterra, el Sacre Imperi Romanogermànic i les Províncies Unides. L'acord va ser negociat per Guillem III d'Anglaterra i signat per l'emperador Leopold I del Sacre Imperi Romanogermànic i els delegats de les Províncies Unides. Aquest tractat, incompatible amb la política de Lluís XIV de França, inicià les accions militars origen de la Guerra de Successió. L'any 1702 una esquadra de vaixells dels estats signants del Tractat, la Gran Aliança de La Haia, varen destruir molts vaixells espanyols i francesos que hi havia a la ria de Vigo.
Sobre la base dels termes de l'acord, Felip V va ser reconegut com a rei d'Espanya i, a canvi, tant Anglaterra i les Províncies Unides van poder mantenir els seus drets comercials a Espanya. Felip V va concedir llicència a comerciants francesos per entrar al comerç d'esclaus. A més, els Habsburgs romanogermànics van adquirir territoris espanyols d'Itàlia, com Milà, Nàpols o Sicília, així com els Països Baixos espanyols, que serví de protecció a l'increment del poder francès.
Els signants de l'acord també es va establir una aliança defensiva contra el Regne de França, tement que les dues monarquies borbòniques, l'espanyola i la francesa, quedessin sota la direcció de Lluís XIV de França.